# Ottó Abt (General)
Ottó Abt (* 21. Oktober 1889; † 10. September 1946) war ein ungarischer Generalmajor des Heeres im Zweiten Weltkrieg. 1992 wurde er posthum zum Generalleutnant befördert.

## Leben
Abt absolvierte eine Offiziersausbildung und fand danach Verwendung als Offizier und Stabsoffizier des Heeres (Magyar Szárazföldi Haderő). Er war vom 1. Februar 1933 bis zum 1. Mai 1937 Kommandeur des 1. Bataillons des 3. Infanterieregiments und wurde als solcher am 1. November 1933 zum Oberstleutnant (Alezredes) befördert. Im Anschluss war er zwischen dem 1. Mai 1937 und dem 1. Februar 1938 zum 12. Infanterieregiment und erhielt in dieser Funktion am 1. November 1937 seine Beförderung zum Oberst (Ezredes), woraufhin er vom 1. Februar 1938 bis zum 1. Februar 1941 Kommandeur des 12. Infanterieregiments war. Anschließend war er zwischen dem 1. Februar und dem 1. Mai 1941 stellvertretender Kommandeur der 8. Infanteriebrigade.
Nach seiner Beförderung zum Generalmajor (Vezérőrnagy) am 1. Mai 1941 war Abt während des Zweiten Weltkrieges vom 1. Mai bis zum 1. November 1941 zunächst Kommandeur der an der Ostfront eingesetzten 8. Infanteriebrigade und danach zwischen dem 1. November 1941 und Januar 1942 Kommandeur der ebenfalls an der Ostfront eingesetzten 108. Infanteriebrigade. Im Anschluss war er von Februar bis zum 15. Oktober 1942 Kommandeur der 108. Leichten Division, ehe er zwischen dem 15. Oktober 1942 und seinem Eintritt in den Ruhestand am 1. Februar 1943 zum III. Korps an der Ostfront abgeordnet war. Nach Kriegsende wurde er von den sowjetischen Besatzungstruppen der Roten Armee als Kriegsverbrecher zum Tode verurteilt und am 10. September 1946 hingerichtet.
Am 18. Oktober 1991 wurde Abt rehabilitiert und am 12. Januar 1992 posthum zum Generalleutnant (Altábornagy) befördert.